# شهرستان ویلسون (کانزاس)
شهرستان ویلسون، کانزاس (به انگلیسی: Wilson County, Kansas) یک سکونتگاه مسکونی در ایالات متحده آمریکا است که در کانزاس واقع شده‌است.